# Macynia
Macynia – rodzaj straszyków z rodziny Bacillidae i podrodziny Macyniinae. Endemity Południowej Afryki.
Rodzaj ten wprowadzony został w 1875 roku przez Carla Ståla, natomiast Phasma labiata wyznaczona została jego  gatunkiem typowym w 1904 roku przez Williama Forsella Kirby’ego. Zalicza się do niego 2 opisane gatunki:
- Macynia labiata (Thunberg, 1784)
- Macynia mcgregororum Brock, 2006

Są to straszyki o wydłużonym, nieco połyskującym ciele. Samce osiągają od 42 do 63 mm, a samice od 54 do 84 mm długości ciała. Ubarwione są w odcieniach zieleni, żółci i brązu. Na głowie występują przepaski biegnące od brzegów oczu po jej tył, ubarwione zielono u M. labiata i czarno u M. mcgregororum. Powierzchnia ciała zwykle jest gładka, ale u samic M. mcgregororum grzbiet i boki tułowia i odwłoka są guzkowane. Czułki są znacznie krótsze od ud przedniej pary odnóży. Tułów pozbawiony jest obu par skrzydeł. Płytka subgenitalna samca sięga okolic końca dziewiątego segmentu odwłoka. U samicy operculum sięga poza koniec dziesiątego segmentu odwłoka. Przysadki odwłokowe samca są zakrzywione.
Jaja są owalne, długości 2–2,7 mm, szerokości 1,3–1,8 mm i wysokości 1,7–2 mm. Barwę mają ciemnobrązową lub oliwkową z mniej lub bardziej jaśniejszym pasem otaczającym płytkę mikropylową.
Owady afrotropikalne, endemiczny dla Południowej Afryki. Znane tylko z Prowincji Przylądkowej Zachodniej.